# 北カルヤラ州
北カルヤラ州（きたカルヤラしゅう、フィンランド語: Pohjois-Karjalan lääni、スウェーデン語: Norra Karelens län）は、かつて存在したフィンランドの州。1960年から1997年まで存在した。カルヤラの部分を英語読みし、北カレリア州とも書かれる。
1960年に、クオピオ州東部から分離して成立。1997年9月1日、州の大規模再編に伴って、ミッケリ州、クオピオ州と合併して消滅。合併後は、東スオミ州となった。東スオミ州はその後、2010年1月1日に他州と共に廃止され、フィンランドの州の歴史は幕を閉じた。

## 州域の変遷

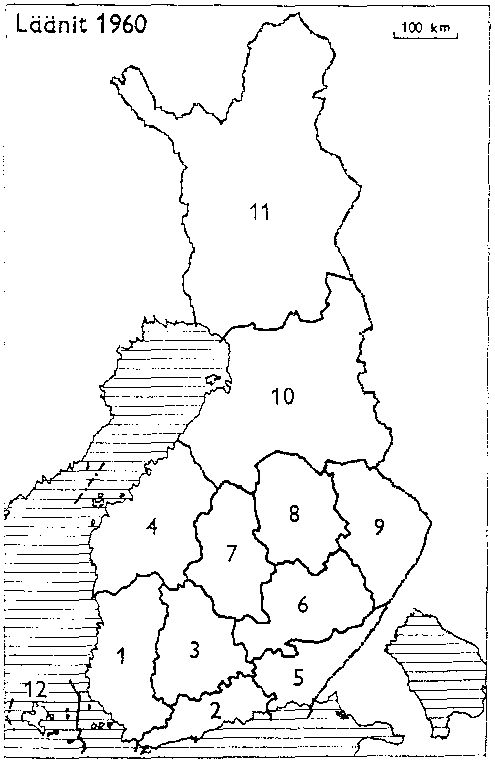
1960年のフィンランドの州: 1: トゥルク・ポリ州, 2: ウーシマー州, 3: ハメ州, 4: ヴァーサ州, 5: キュミ州, 6: ミッケリ州, 7: 中央スオミ州, 8: クオピオ州, 9: 北カルヤラ州, 10: オウル州, 11: ラッピ州, 12: オーランド自治州

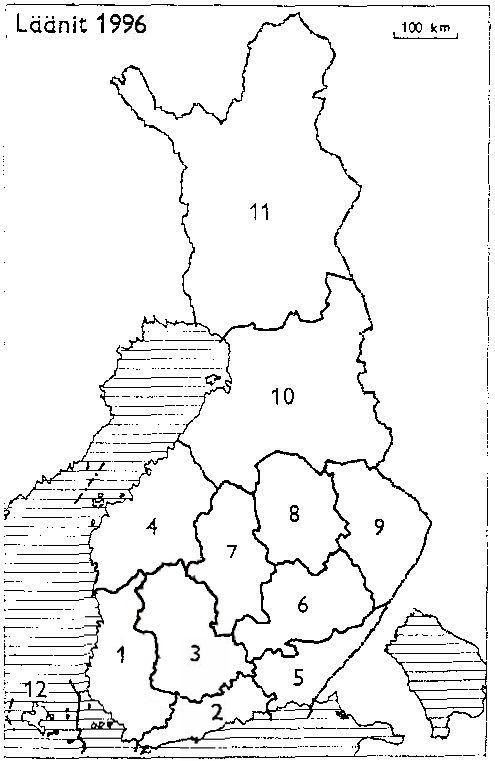
1996年のフィンランドの州: 1: トゥルク・ポリ州, 2: ウーシマー州, 3: ハメ州, 4: ヴァーサ州, 5: キュミ州, 6: ミッケリ州, 7: 中央スオミ州, 8: クオピオ州, 9: 北カルヤラ州, 10: オウル州, 11: ラッピ州, 12: オーランド自治州

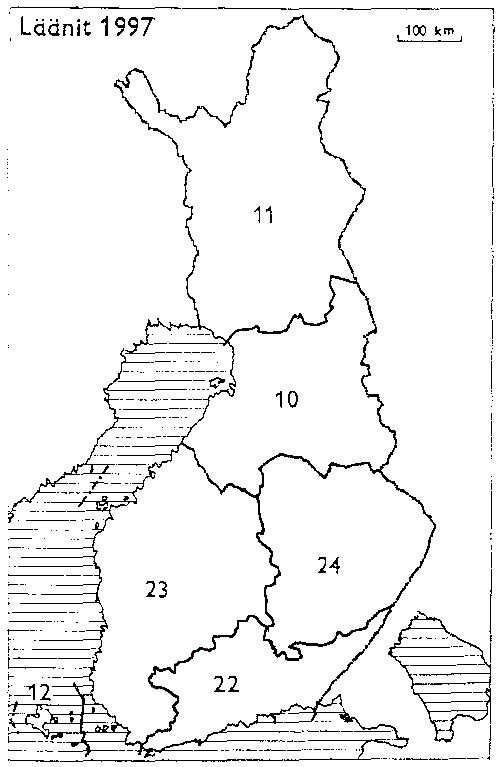
合併後の1997年のフィンランドの州: 10: オウル州, 11: ラッピ州, 12: オーランド自治州, 22: 南スオミ州, 23: 西スオミ州, 24: 東スオミ州

|  |  |  |

## 自治体
| - エノ (Eno) - イロマンツィ (Ilomantsi) - ヨエンスー (Joensuu) - ユーカ (Juuka) - ケサラフティ (Kesälahti) | - キーフテリスヴァーラ (Kiihtelysvaara) - キテー (Kitee) - コンティオラフティ (Kontiolahti) - オウトクンプ (Outokumpu) - リエクサ (Lieksa) | - リペリ (Liperi) - ヌルメス (Nurmes) - ポルヴィヤルヴィ (Polvijärvi) - ピハセルカ (Pyhäselkä) - ラーッキュラ (Rääkkylä) | - トフマヤルヴィ (Tohmajärvi) - トゥーポヴァーラ (Tuupovaara) - ヴァルティモ (Valtimo) - ヴァルツィラ (Värtsilä) |

## 歴代知事
- Lauri Riikonen 1960-1967
- Esa Timonen 1967-1992
- Hannu Tenhiälä 1992-1997